# 친애하는 당신
《친애하는 당신》(Blissfully Yours)은 프랑스에서 제작된 아피찻퐁 위라세타쿤 감독의 2002년 영화이다. Eric Chan 등이 제작에 참여하였다. 2002 칸 영화제에서 주목할 만한 시선 상을 수상하였다.

## 출연
- Kanokporn Tongaram - Roong
- Min Oo - Min
- Jenjira Jansuda - Orn

## 기타
- 미술: Akekarat Homlaor

## 다른 버전
원래 버전에 그래픽 섹스 장면이 포함되어 있기 때문에 이 영화는 태국에서 검열되었으며 태국의 DVD 출시판에서 약 10분이 잘려나갔다.